# Aspremont (chanson de geste)
Pour les articles homonymes, voir Aspremont.

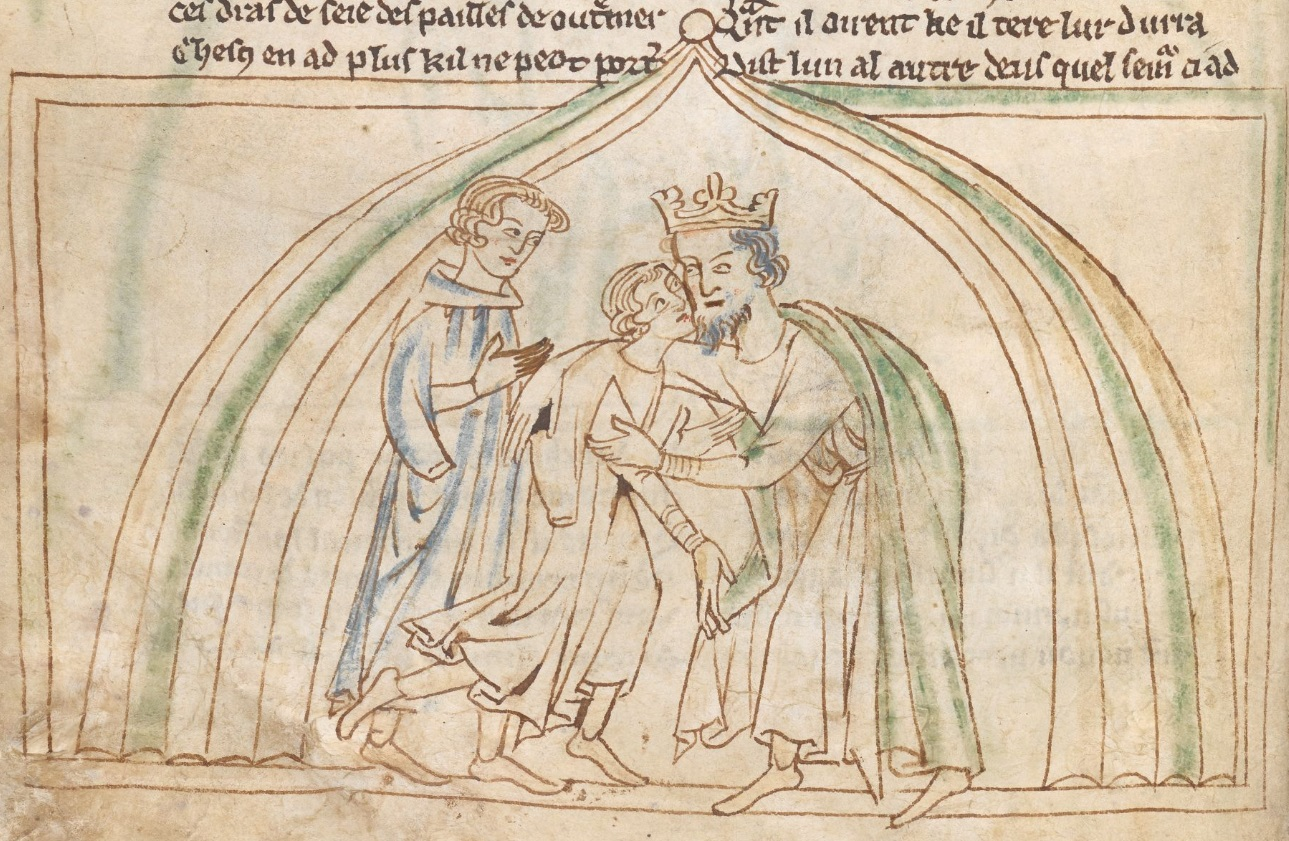
Charlemagne embrasse Roland.
Chanson d'Aspremont, British Library, Lansdowne Ms. 782, XIIIe siècle.

Aspremont est une chanson de geste du Cycle carolingien, de la fin du XIIe siècle, dont l'auteur est anonyme. 
Composée dans l'entourage de la cour de Messine, l'œuvre valorise l'esprit de croisade et présente l'image idéalisée d'une chrétienté unie, rassemblée sous la bannière de Charlemagne pour combattre les Sarrasins qui ont envahi la Calabre. En effet, Aspremont fait le récit d'une expédition fictive de l'empereur en Italie, et prend pour théâtre les alentours de l'Aspromonte, auquel la chanson doit son titre. 
Formellement, Aspremont est composé en laisses et compte plus de 11 000 décasyllabes monorimes.

## Date
En l'état de la recherche, on considère que cette chanson de geste a été composée en Sicile ou dans le sud de l'Italie lors des préparatifs de la troisième croisade, vers 1190-1191.

## Résumé
L'œuvre s'ouvre par le défi porté, à la cour de Charlemagne, par le sarrasin Balant, messager du roi païen Agoulant. Ce dernier a envahi la Calabre en compagnie de son fils Eaumont, et exige désormais la soumission de l'empereur. Loin de se rendre, Charlemagne rassemble ses guerriers, et se rend en Italie pour combattre Agoulant : ce conflit, qui verra se dérouler de nombreux combats, forme l'argument de la chanson.

## Thèmes de la chanson
L'un des enjeux du poème est la difficile union des forces chrétiennes, union qui paraît un moment compromise par le caractère rebelle et agressif du baron Girard de Fraite, mais finit par s'opérer lorsque l'ombrageux seigneur, touché par le repentir grâce aux instances de sa femme, revient à de meilleurs sentiments.
Aspremont narre également les premiers exploits de jeunesses de Roland, la manière dont il conquiert ses attributs (l'épée Durendal, l'olifant et le cheval Veillantif) en terrassant Eaumont, et son adoubement.